# Enos Nkala
Enos Mzombi Nkala (23 de agosto de 1932 - 21 de agosto de 2013) fue un político zimbabuense, uno de los fundadores de la Unión Nacional Africana de Zimbabue .

## Biografía

### Carrera política
Cofundador en 1960 de la Unión Nacional Africana de Zimbabue (ZANU), durante la guerra civil de Rodesia, sirvió en el alto mando de ZANU, o Dare reChimurenga, como Tesorero (dura remusangano). Cuando Nkala y la mayoría de los nacionalistas dentro del liderazgo fueron encarcelados, Paul Tangi Mhova Mkondo asumió el cargo. Nkala fue detenido por el gobierno de Rodesia en Gonakudzingwa durante 12 años con el resto del liderazgo del ZANU-PF (formado en la casa de Nkala en Highfields), compuesto por Ndabaningi Sithole, Leopold Takawira, Robert Mugabe, Edgar Tekere y Morris Nyagumbo. Cuando Edgar Tekere estaba en prisión, presentó la moción de que Sithole fuera destituido como líder supremo y reemplazado por Mugabe. Nkala y Nyagumbo votaron a favor de Mugabe (Mugabe se abstuvo), convirtiéndolo en líder.
Después de la independencia en 1980, se desempeñó como Ministro de Finanzas hasta 1983, cuando la cartera se consolidó en Finanzas, Planificación Económica y Desarrollo y se entregó al primer ministro Bernard Thomas Gibson Chidzero. Nkala se movió lateralmente para convertirse en Ministro de Suministros Nacionales hasta 1985 y Asuntos Internos y Defensa después de las elecciones de 1985. Como ministro de Defensa, estuvo involucrado en el notorio pogromo del Gukurahundi contra el pueblo ndebele, aunque emitió una serie de declaraciones contradictorias sobre la naturaleza de su participación.
Nkala declaró que lamentaba su papel en el Gukurahundi y que nunca volvería a hacerlo. Describió su participación como un "infierno eterno" y culpó públicamente a Mugabe por ordenarlo. En la reunión de Imbovane YaMhlabezulu celebrada en Bulawayo el 26 de febrero de 1998, Nkala, que fue orador invitado junto a Joseph Msika (presidente nacional de ZANU-PF), negó repetidamente su participación en Gukurahundi.
Mientras se desempeñaba como ministro del Interior de Zimbabue, Nkala rechazó las acusaciones de Amnistía Internacional, la organización de derechos humanos con sede en Londres, que había denunciado palizas, descargas eléctricas y otras torturas en los campos de detención del gobierno después de las elecciones generales de julio de 2006.
Nkala afirmó haber escrito un libro que relata la historia del ZANU-PF desde su formación, incluida la masacre de Gukurahundi y los asesinatos de políticos de alto perfil mediante accidentes automovilísticos. Culpó a Mugabe de la muerte de las figuras de ZANU Josiah Tongogara y Herbert Chitepo y otros. Se alega que tuvo una aventura con Sally Mugabe.

### Escándalo de Willowgate
Mientras era ministro en el gobierno de ZANU-PF, Nkala se vio envuelto en el escándalo 'Willowgate', relacionado con la asignación de nuevos vehículos de motor a funcionarios del gobierno, especialmente ministros, por Willowvale Motors en Willowvale, Harare. Posteriormente, los vehículos se vendieron con grandes ganancias. El escándalo fue eternizado en una canción por Solomon Skuza, un músico ndebele, en el exitoso sencillo 'Love and Scandals', en el que pregunta "¿cómo se puede comprar un coche y volver a venderlo?". una referencia al escándalo.

### Últimos años y muerte
El 21 de abril de 2008, tras las elecciones presidenciales de marzo de 2008, Nkala instó a sus "colegas a dejar que el presidente Mugabe se jubile con dignidad".
Enos Nkala murió el 21 de agosto de 2013 en un hospital de Harare después de un ataque al corazón. Tenía 81 años.